# Wiktar Schalkewitsch

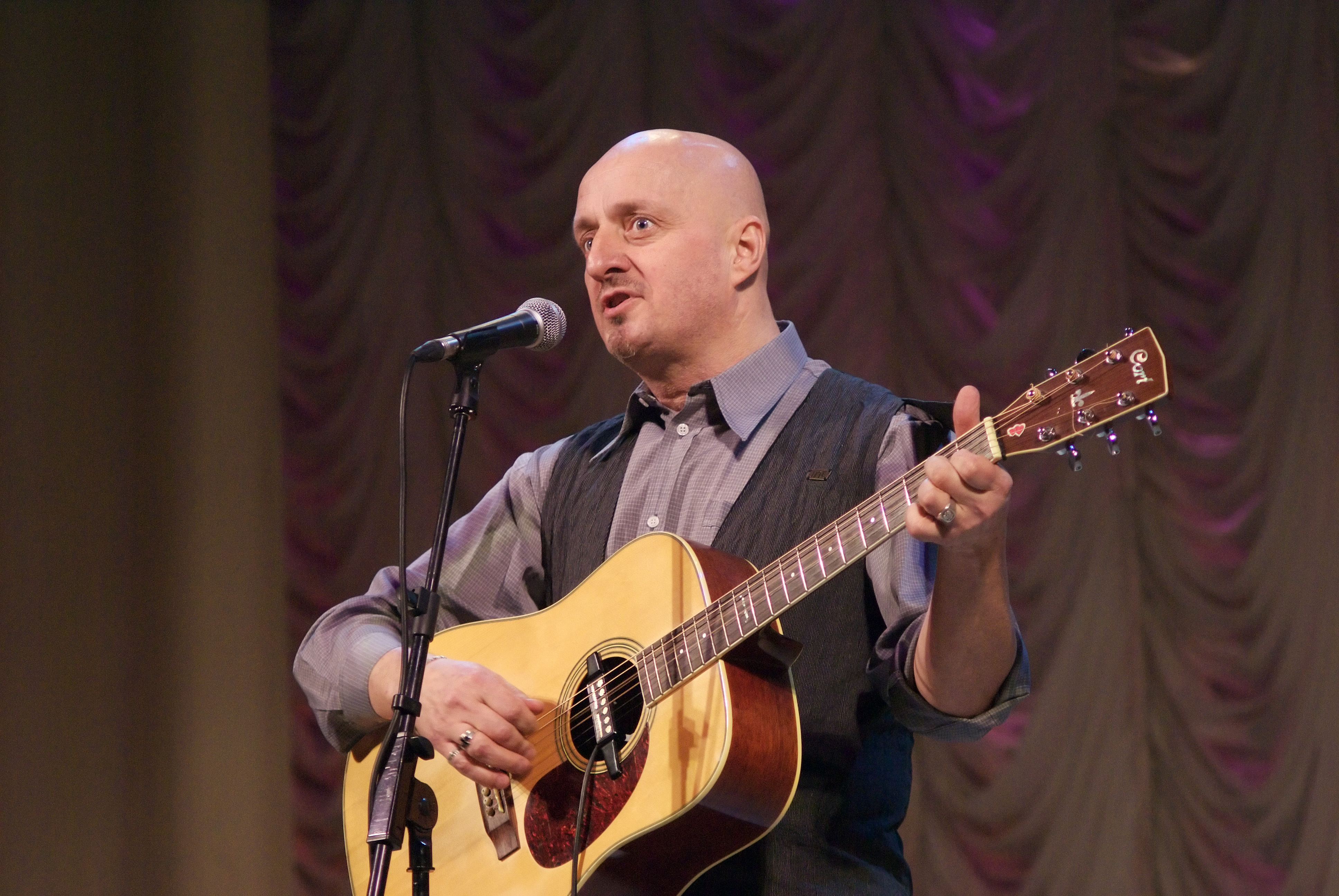
Wiktar Shalkewich während eines Konzertes in Witebsk, 2010

Wiktar Schalkewitsch (* 9. Februar 1959 in Porozów; belarussisch Віктар Антонавіч Шалкевіч, polnisch Wiktar Antonawicz Szałkiewicz, russisch Виктор Антонович Шалкевич) ist ein belarussischer Schauspieler, Poet und Liedermacher.

## Biografie
Geboren 1959 in Porozów bei Hrodna in der Sozialistischen Weißrussischen Sowjetrepublik wuchs er mit jüdischen Wurzeln inmitten von drei Kulturkreisen auf: dem belarussischen, dem polnischen und dem jiddischen. Seine Ausbildung am Staatlichen Theaterinstitut beendete er 1980, bis 1991 spielte er am Grodnoer Stadttheater, seit 1991 arbeitet er am Grodnoer Puppentheater.
Schalkewitsch ist Schauspieler, Poet und Barde. Seit seiner Schulzeit schreibt er Lieder und führt sie auf. Er konzertierte in Belarus, Tschechien, Frankreich, Litauen, Deutschland, Polen und Russland.
In den Filmen Slozy błudnogo syna („Tränen des verlorenen Sohnes“) und Sładkij jad lubwi („Das süße Gift der Liebe“) spielte er die Hauptrolle. Seine Lieder sind sehr persönlich, voller Sarkasmus, Ironie und Trauer über unerfüllte Hoffnungen und trotz hehrer Themen kommt er ohne Pathos aus. Während seiner Auftritte reagiert er spontan und unberechenbar.

## Preise
Schalkewitsch erhielt den Orden des Lächelns, war Sieger des Grand-Prix-Festivals „Basowischtscha 1992“, erhielt den Grand Prix des Festivals „Jesień Bardów /Herbst der Barden 1992“, war Gewinner des Festivals „Pieśni Autorskiej ORRA“, wurde nominiert beim "Wydarzenie festiwalu ", war Sieger des Grand Prix Nationalen Wettbewerb „die Ankunft des Barden 2005“ und gewann den Grand Prix Nationalen polnischen Wettbewerb „Przybycie Bardów“.

## Schalkewitsch in Deutschland
Schalkewitsch war 1998 zu Gast auf der Burg Waldeck. Texte von ihm wurden von Dieter Kalka ins Deutsche übertragen. Kalka widmete ihm sein „Freiheitslied Nr.2“, um ihm Hoffnung auf andere Zeiten zu machen. Lieder von Szałkiewicz wurden auf MDR Figaro gesendet.

## Diskografie
- Niewidoczny mur/Unsichtbare Mauer 1999, Livemitschnitt eines Konzertes in Minsk, zusammen mit Ales Kamocki, Szymon Zychowicz und Dieter Kalka.[4]
- Prawincyja 1992.
- Smutny biełaruski bluz/Trauriger belarussischer Blues 1996.
- Bałady i ramansy/Balladen und Romanzen, „Charta 97“, 1998.
- Dobraj ranicy. Wybranaje/Auswahl, 2002.
- Za 100 krokau ad Wostraj Bramy, abo Hieahrafija WKŁ i wakolicau 2003.
- Haradzieniec pryziamliusia u Minsku/Live in Minsk 2006.
- Światy Mikałaj/Heiliger Nikolaus (auf dem Album Światy wieczar 2000).
- Jołaczka (auf Dni latuć. Pieśni z-za kratau), „BMAGroup“, 2005.
- Neue Lieder und Anekdoten, „BMAGroup“, 2009.
- Viktar Šalkievič, „uCentry“, 2019.[5]

## Theateraufführungen
- Плач перапёлкі
- Атрад
- Łzy syna marnotrawnego /Сьлёзы блуднага сына (rola główna)
- Słodka trucizna miłości /Салодкі яд каханьня (rola główna)
- Tutejsi/ Тутэйшыя[6]